# Katherine Dunham
Katherine Dunham, pseudonim Kaye Dunn (ur. 22 czerwca 1909 w Chicago, zm. 21 maja 2006 w Nowym Jorku) – afroamerykańska tancerka, choreografka, antropolożka i działaczka społeczna.

## Życiorys
Wychowywała się w Joliet. Ukończyła antropologię na Uniwersytecie Chicagowskim. Uczyła się też tańca, a jej nauczycielką była Ludmila Speranzeva. Zadebiutowała w 1933 roku w Chicago w balecie La Guillablesse, do którego choreografię przygotowała Ruth Page. W 1934 roku tańczyła wraz z grupą taneczną na koncercie odbywającym się podczas wystawy światowej w Chicago. W latach 1935–1936 występowała z zespołem Chicago Civic Opera.
Od lat 30. prowadziła badania nad tańcem i rytuałami na Karaibach. Szczególnie zainteresował ją kult voodoo na Haiti (w późniejszym czasie została nawet jego kapłanką – mambo). W 1938 roku dołączyła do Federal Theatre Project w Chicago, gdzie wystawiana była kompozycja taneczna jej autorstwa L’Ag’Ya oparta na tańcach karaibskich. W 1939 roku udała się do Nowego Jorku, gdzie zajmowała się choreografią do sztuk i musicali.
Wraz z utworzoną przez siebie grupą artystów afroamerykańskich (znaną jako Katherine Dunham Company) wystawiała na Broadwayu własne kompozycje taneczne, wśród nich Tropics and Le Jazz Hot: From Haiti to Harlem. Tańczyła razem ze swoją grupą w musicalu Cabin in the Sky (1940). Przygotowała choreografię także do następujących filmów, w których także sama występowała: Carnival of Rhythm (1942), Stormy Weather (1943) oraz Casbah (1947). Jej mąż, John Pratt, współpracował z nią przy produkcjach tanecznych prezentowanych w Stanach i za granicą, takich jak Carib Song, Bal Nègre czy Bamboche!, w których widoczne były zapożyczenia z badanych przez nią tańców afroamerykańskich mieszkańców Karaibów. W 1963 roku przygotowywała choreografię do opery Aida, wystawianej w Metropolitan Opera.
W latach 1965–1966 pełniła funkcję doradczyni do spraw kultury prezydenta i rządu Senegalu. W 1967 roku otwarła Performing Arts Training Center (którego została dyrektorką) w East Saint Louis, gdzie zamieszkała. Pracowała także na Southern Illinois University w pobliskim Edwardsville. Była działaczką społeczną (m.in. angażowała się w projekty na rzecz afroamerykańskich uczniów w Chicago) i walczyła o przestrzeganie praw człowieka (w 1992 roku podjęła strajk głodowy w obronie uchodźców z Haiti).

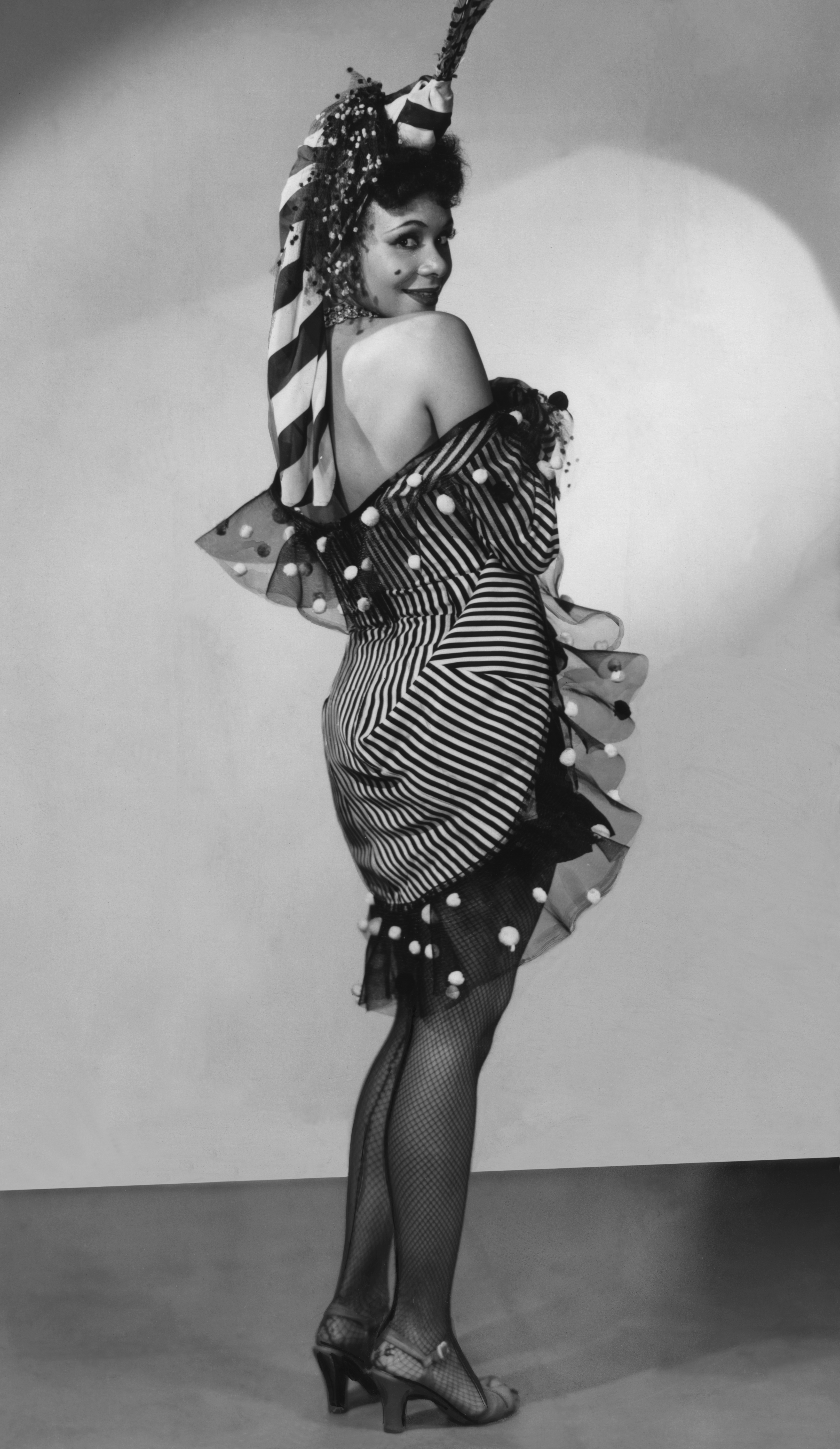
Katherine Dunham w Tropical Revue (Martin Beck Theatre, 1943)
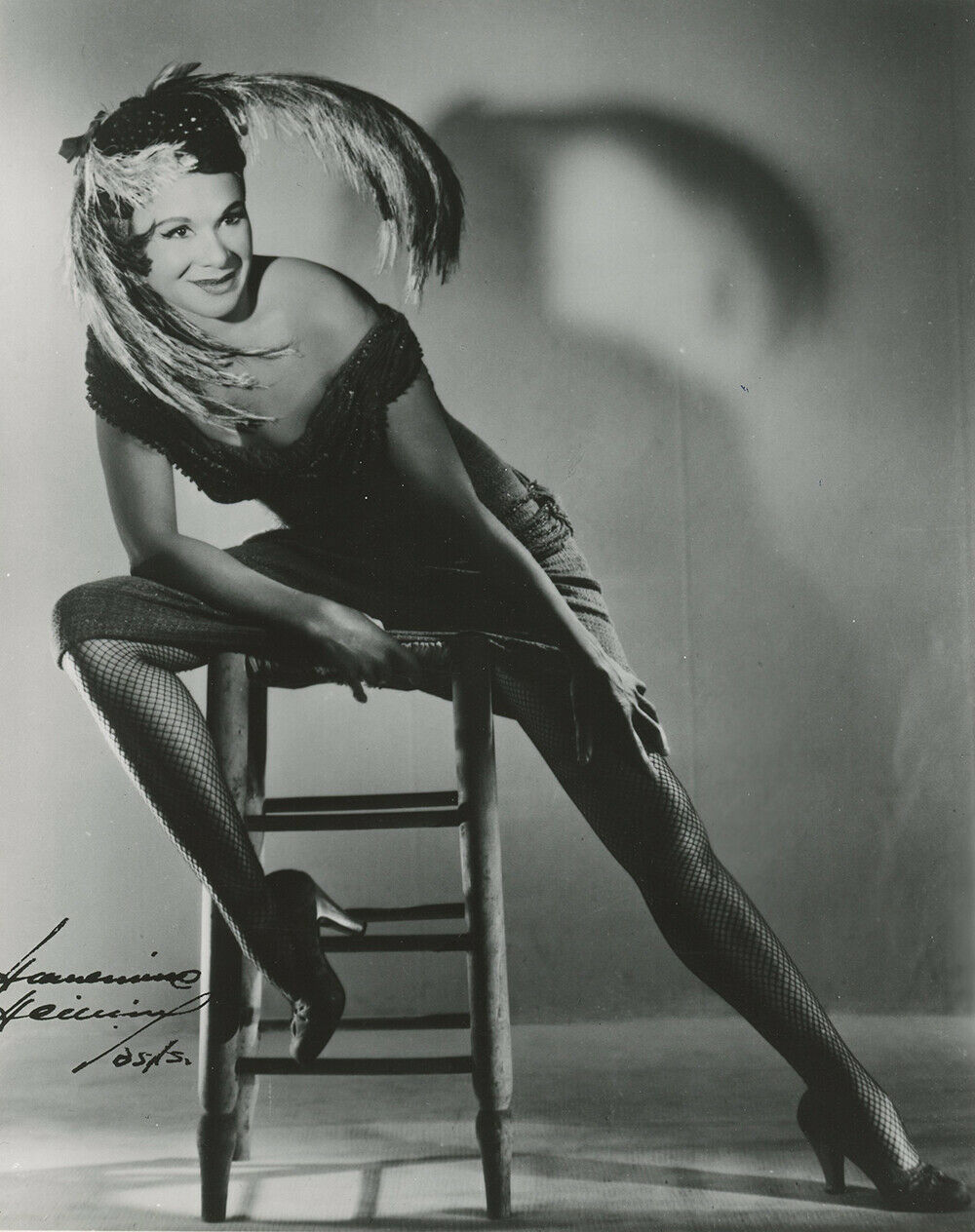
Katherine Dunham (1954)
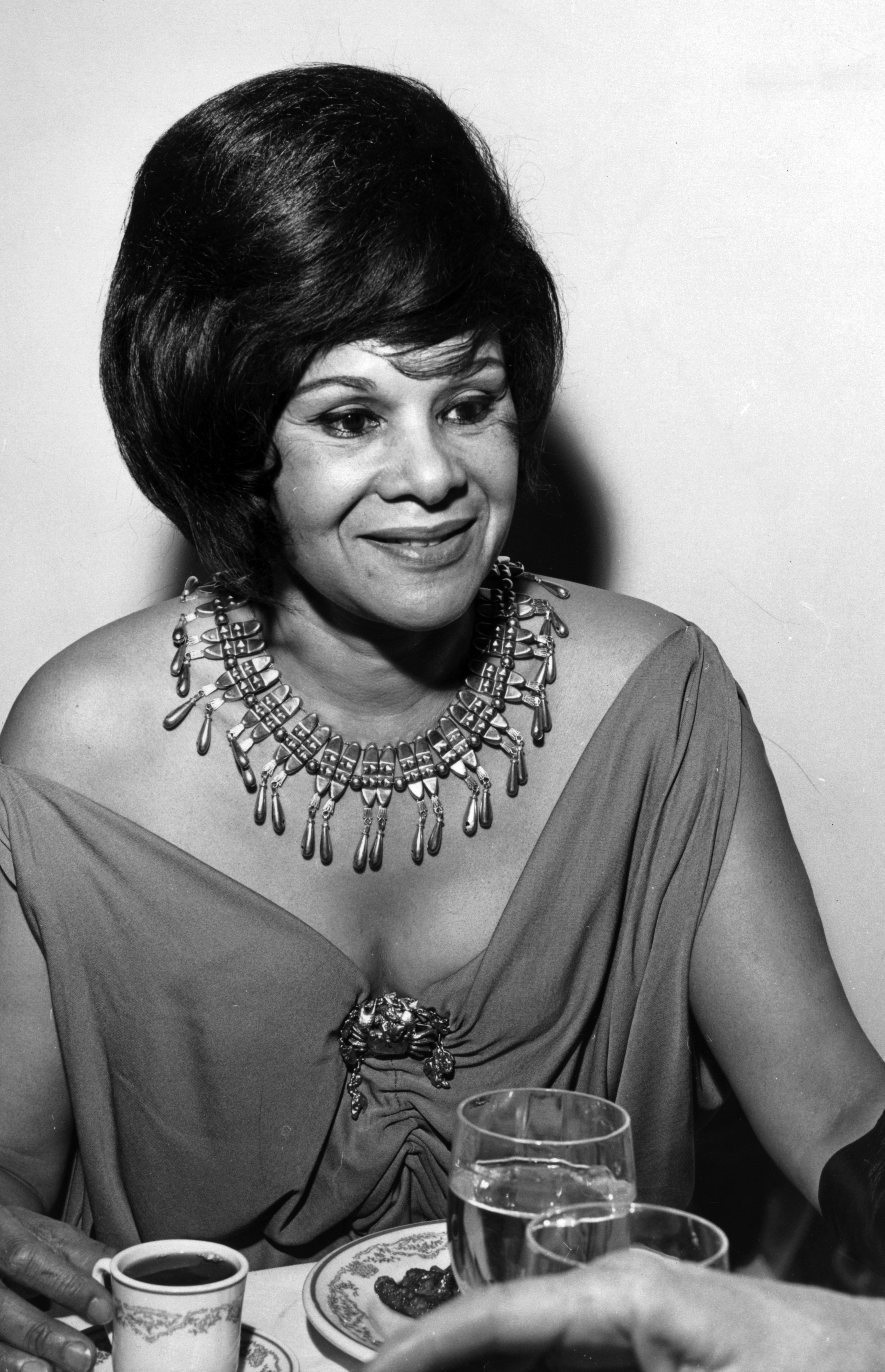
Katherine Dunham (1963)